# Afrika! Afrika!

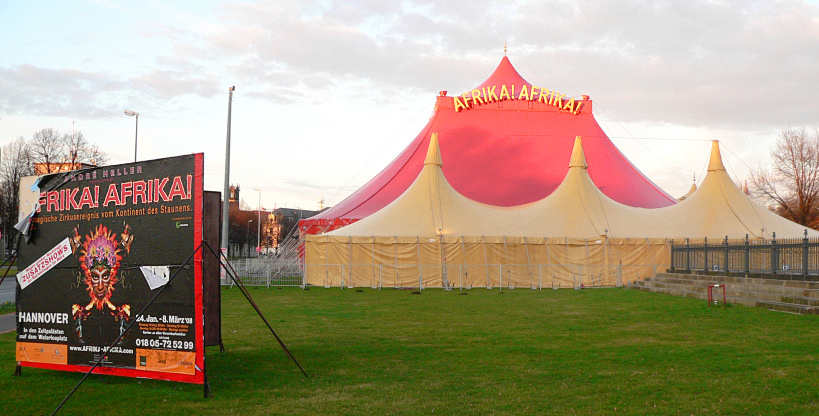
2008: Zeltstadt von Afrika! Afrika! auf dem Waterlooplatz in Hannover

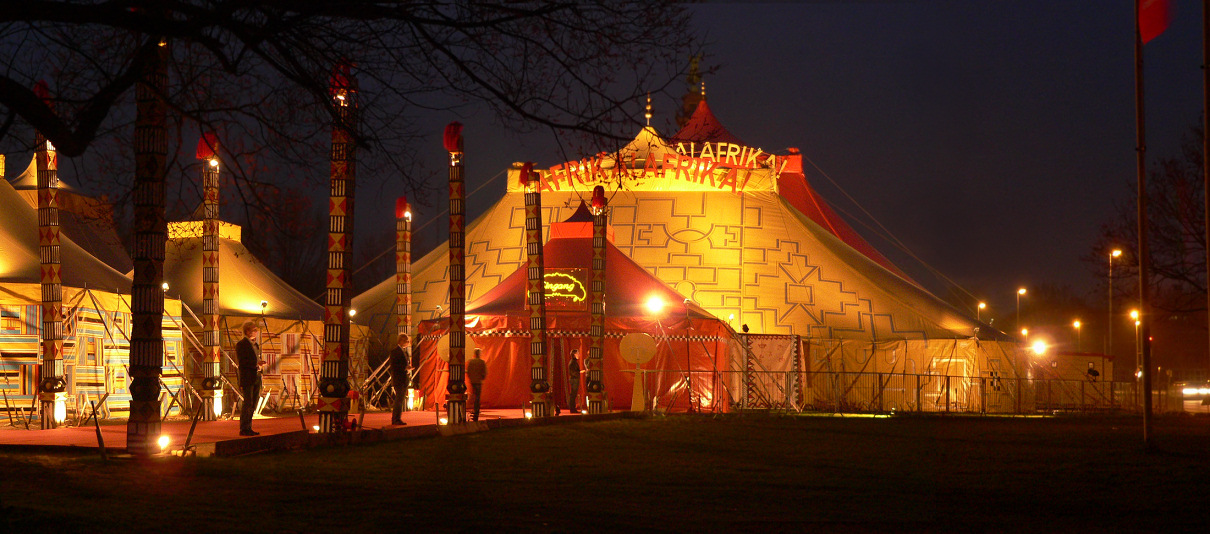
Zeltstadt nachts

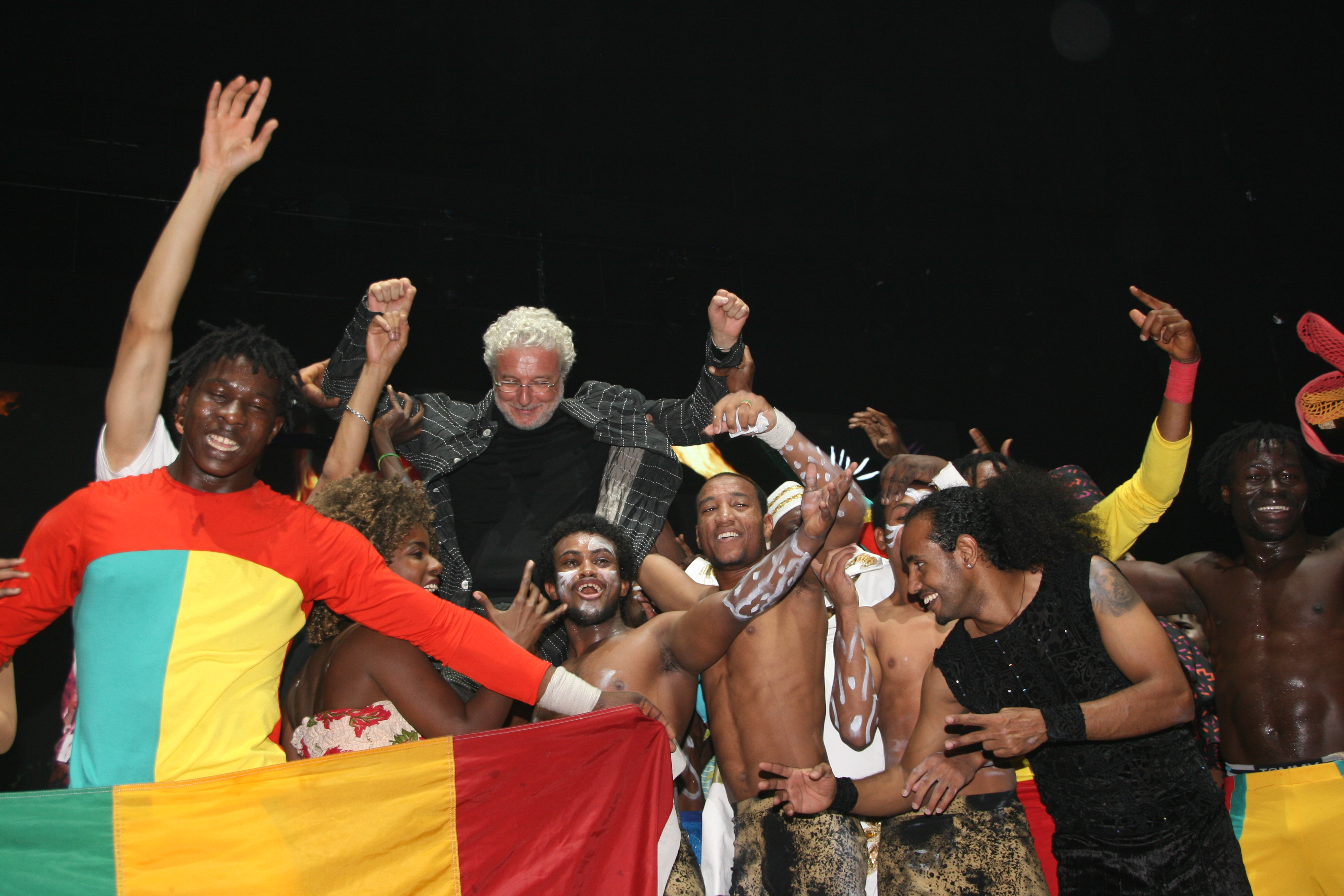
André Heller mit Afrika! Afrika! Künstlern in Wien (2013)

Afrika! Afrika! ist der Name einer 2005 erstmals aufgeführten Show von André Heller, die unter dem Motto „Kontinent des Staunens“  Artistik, Tanz, Musik und Gesang mit Masken und exotischen Düften vereint. Nach der ersten Produktion, die von 2005 bis 2008 lief, gab es eine Neuinszenierung von 2013 bis 2014, eine weitere Neuinszenierung ist seit 2018 auf Tournee.

## Geschichte
Premiere war am 15. Dezember 2005 in Frankfurt am Main. Von 2005 bis 2008 fand sie in einem Zirkuszelt stattfand. Im Rahmen verschiedener europäischer Gastspiele verzeichnete sie eine Zuschauerzahl von über drei Millionen. Produzent Andre Heller trennte sich 2008 von der Show, nachdem einige der afrikanischen Künstler den Vorwurf der Ausbeutung, des Rassismus und des neokolonialistischen Verhaltens gegen ihn erhoben hatten.
Von Oktober 2013 bis Februar 2014 ging André Heller mit Afrika! Afrika! erneut auf Tournee durch Deutschland, Österreich und die Schweiz mit einer Neuinszenierung „speziell für Theaterbühnen und kleinere Hallen“.
Seit Januar 2018 ist die Show erneut auf Tournee – diesmal in der Regie von Georges Momboye, der bereits von 2005 bis 2014 bei allen Produktionen als Tänzer, Choreograph und Assistent von André Heller beteiligt war. Gemeinsam mit dem künstlerischen Leiter Winston Ruddle, der aus Simbabwe stammt, engagierte Momboye Künstler aus Äthiopien, Tansania, Kenia, Senegal, Ägypten, Südafrika und der Elfenbeinküste, sowie den Vereinigten Staaten und Europa.